# Euxesta avala
Espèce
Euxesta avala est une espèce d'insectes diptères (mouches des fruits) de la famille des Tephritidae, originaire d'Amérique.

## Synonymes
Selon Catalogue of Life (30 août 2014) :
- Amethysa latifascia Schiner, 1868,
- Euxesta alternata Curran, 1935,
- Trypeta avala Walker, 1849.

## Distribution
L'aire de répartition d'Euxesta avala s'étend en Amérique centrale (Antilles, Panama) et en Amérique du Sud (Venezuela).